# Münsterplatz (Berne)
Pour les articles homonymes, voir Münsterplatz.
Ne doit pas être confondu avec Münsterplatz (Bonn).
La Münsterplatz est une place de la Vieille ville de Berne, le centre médiéval de Berne, en Suisse. Elle fait partie de la Zähringerstadt (en) qui a été construite pendant la fondation de la vieille ville en 1191. Elle est située en face de la cathédrale de Berne et fait partie du patrimoine culturel mondial de l'UNESCO. qui englobe la vieille ville.

## Histoire

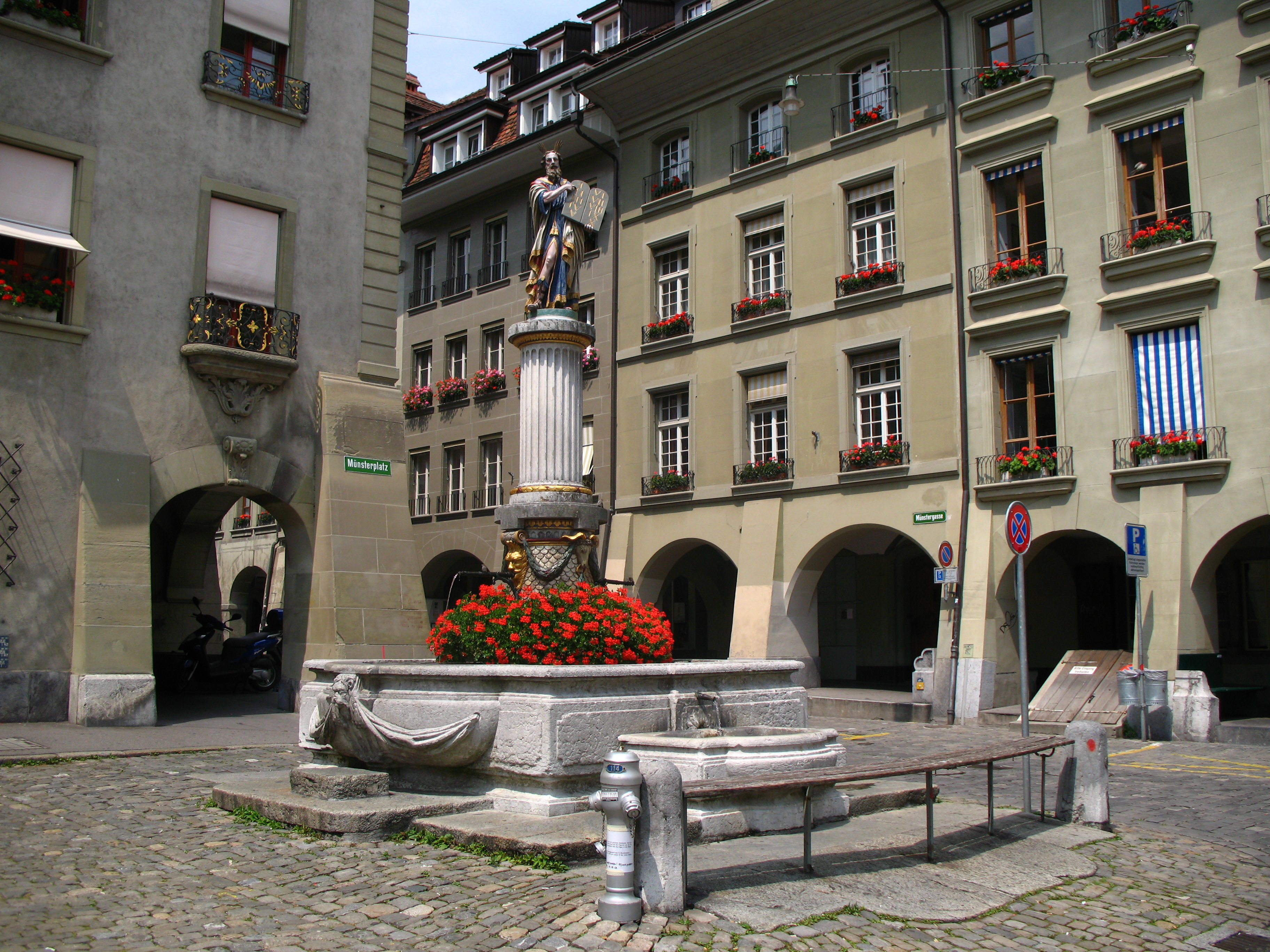
La place "Münsterplatz"

Le 11 mars 1421, la construction de la cathédrale de Berne a commencé. Neuf ans plus tard, en 1430, la cour de l'église Saint-Vinzenzen est démolie pour faire place à une grande place devant la nouvelle cathédrale. Quelque temps avant 1506, deux maisons de la Herrengasse (de) ont été démolies pour permettre à la place de s'étendre vers l'ouest. Elle s'est à nouveau agrandie avant 1528, lorsque trois maisons de ce qui allait devenir la Münstergasse (en) ont été démolies. Le nom de Münsterplatz était couramment utilisé au XIXe siècle et est devenu officiel en 1881.